# Minardi M198
O M198 é o modelo da Minardi da temporada de 1998 da Fórmula 1. Condutores: Shinji Nakano e Esteban Tuero.

## Resultados[1]
(legenda) 
| Ano  | Chassi | Motor               | Pneus | N° | Pilotos       | 1   | 2   | 3   | 4   | 5   | 6   | 7   | 8   | 9   | 10  | 11  | 12  | 13  | 14  | 15  | 16  | Pontos | Posição  |  |
| ---- | ------ | ------------------- | ----- | -- | ------------- | --- | --- | --- | --- | --- | --- | --- | --- | --- | --- | --- | --- | --- | --- | --- | --- | ------ | -------- |  |
|      |        |                     |       |    |               |     |     |     |     |     |     |     |     |     |     |     |     |     |     |     |     |        |          |  |
|      |        |                     |       |    |               | AUS | BRA | ARG | SMR | SPA | MON | CAN | FRA | GBR | AUT | GER | HUN | BEL | ITA | LUX | JPN |        |          |  |
| 1998 | M198   | Ford JD Zetec-R V10 | B     | 22 | Shinji Nakano | Ret | Ret | 13  | Ret | 14  | 9   | 7   | 17† | 8   | 11  | Ret | 15  | 8   | Ret | 15  | Ret | 0      | NC (10º) |  |
| 1998 | M198   | Ford JD Zetec-R V10 | B     | 23 | Esteban Tuero | Ret | Ret | Ret | 8   | 15  | Ret | Ret | Ret | Ret | Ret | 16  | Ret | Ret | 11  | Ret | Ret | 0      | NC (10º) |  |

† Completou mais de 90% da distância da corrida.